# Aflah Al Yaman (huyện)
Huyện Aflah Al Yaman là một huyện thuộc tỉnh Hajjah, Yemen. Đến thời điểm năm 2003, huyện này có dân số 38874 người